# Johann Baptist Georg Neruda
Johann Baptist Georg Neruda, född 1707 i Prag, död 1780 i Dresden, var en böhmisk violinist, kapellmästare och komponist.
Efter sin utbildning i Prag spelade han först i därvarande teaterorkester. Han uppnådde ett tilltagande erkännande som violinist och dirigent, något som han förvärvade sig under sina konsertresor. 1750 blev han violinist och något senare (till sin pensionering 1772) konsertmästare i Dresdner Hofkapelle.
Han komponerade 18 symfonier, 10 violinkonserter, 1 fagottkonsert, 34 triosonater, olika danser, 2 kyrkokantater och operan Les Troqueurs. Sitt i nutiden mest kända verk, hans Konzert für Trompete, Streicher und Basso Continuo in Es-Dur skrevs ursprungligen för Corno da caccia.